# Doofpot

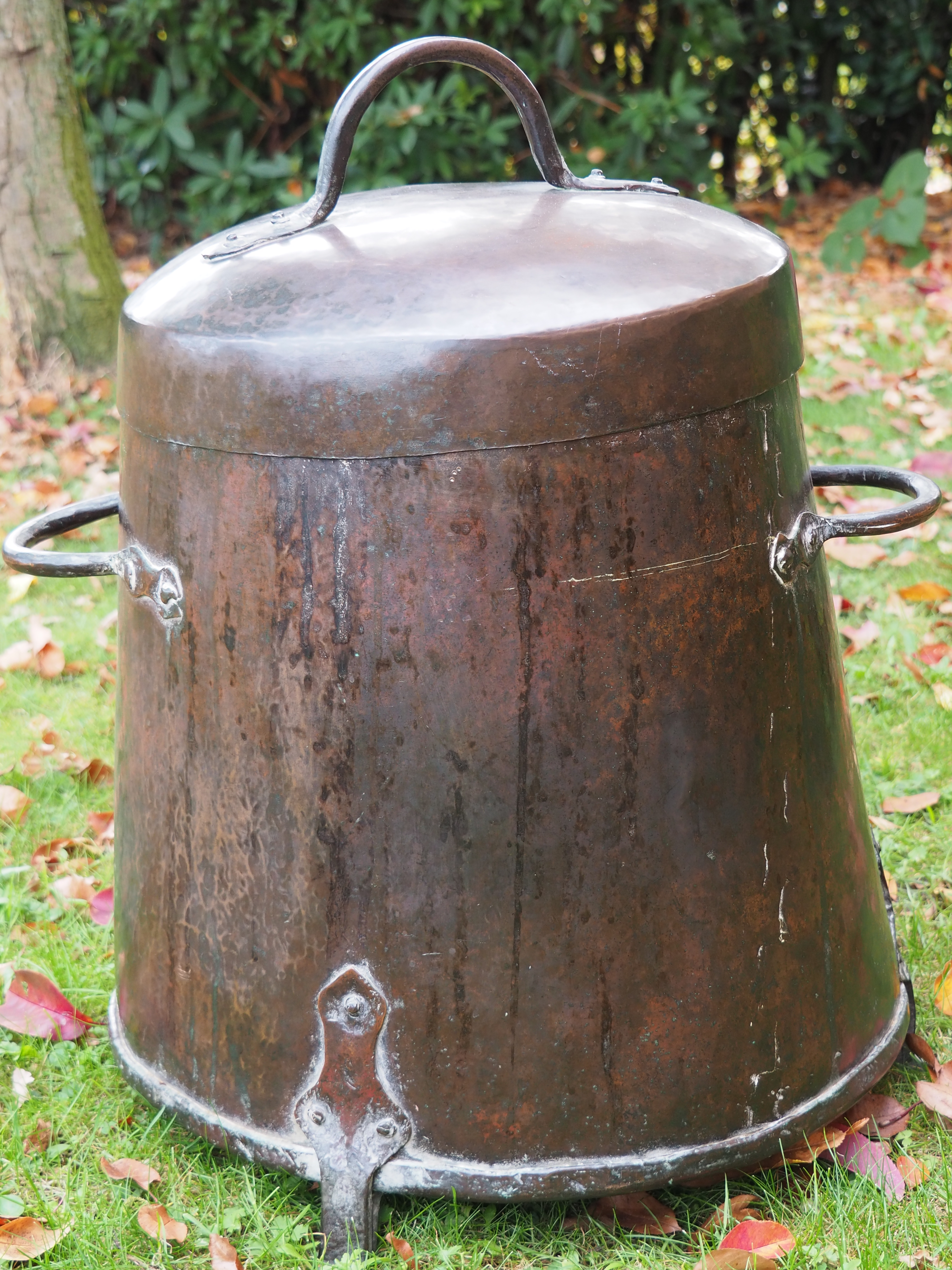
Grote doofpot afkomstig uit de Sint-Willibrordusbasiliek te Hulst. Doofpotten komen voor in verschillende vormen en maten.

Een doofpot is oorspronkelijk een pot waar in woningen met kachelverwarming de nog niet uitgebrande brandstof in werd gestopt. Doordat de pot luchtdicht gesloten kan worden, stopt de verbranding al gauw, wegens gebrek aan zuurstof. De overgebleven resten brandstof kunnen opnieuw worden gebruikt. Hout kan in de doofpot verkolen tot houtskool.
In een middeleeuwse stad met houten huizen was het systematisch gebruik van de doofpot erg belangrijk ter voorkoming van brand. Het laten branden van een kachel of haard zonder toezicht was erg gevaarlijk.